# Джемаа Исламия
Джемаа́ Ислами́я (араб. الجماعة الإسلامية‎, букв. «Исламское общество») — радикальная исламистская организация в Юго-Восточной Азии. Штаб-квартира располагается в Индонезии, «филиалы» существуют также в Малайзии, на Филиппинах, возможно в Таиланде.

## История
- В 1969 году два имама, Абдулла Сунгкар и Абу Бакар Башир (нынешний духовный лидер «Джемаа исламии»), возродили движение «Даруль ислам» и его консервативную идеологию. Они открыли пиратскую радиостанцию, проповедующей бедным и учащимся школы-интерната, открытого на Яве имамом-харизматиком Баширом. Девизом своей школы он сделал фразу: «Смерть на пути Аллаха — наше самое высокое стремление».

- Индонезийские подростки, враждебно настроенные к репрессиям против религии, которые проводил режим президента Сухарто в 1970-е годы, стали активно участвовать в деятельности местных мусульманских групп, которые объединились в организацию «Джемаа исламия», что дословно означает «Исламское сообщество». Эти маленькие группы решили жить строго по закону шариата и начали совершать поджоги церквей, ночных клубов и кинотеатров, за что преследовались властями.
- В 1984 году недовольство мусульман Индонезии вылилось в уличные столкновения с полицией, в ходе которых были жертвы с обеих сторон. Двое будущих лидеров «Джемаа Исламии» — Абу Бакар Баашир и Абдулла Сунгкар в результате этих событий были вынуждены покинуть Индонезию и обосноваться в Малайзии. Там они стали вооружать членов организации, чтобы в дальнейшем начать борьбу с правительством Сухарто. Некоторые боевики проходили тренировку в Афганистане, участвуя в боевых действиях против советских войск (отправка происходила при участии так называемой «Всемирной Лиги Ислама», организации, более известной под именем «Рабита». Глава «Рабиты» Абдулла Аззам, малаец по происхождению, впоследствии занимался вербовкой добровольцев для захвата американских самолётов 11 сентября 2001 года). Эти люди в дальнейшем стали основой боевого крыла «Джемаа Исламии».

«Джемаа Исламия» занимается непосредственной подготовкой и проведением терактов (главным образом, взрывов), направленных против немусульманского населения этих стран, а также иностранцев. Предполагается, что ДИ причастна к взрывам на острове Бали в 2002 и 2005 гг и у посольства Австралии в Джакарте в 2004 г. а также оказанием финансовой помощи другим исламским группировкам региона. Конечной целью провозглашается создание в Юго-Восточной Азии единого «Исламского государства Нусантара».

## Основатели и лидеры
- Абу Бакар Баашир, с 3 марта 2005 г. отбывает тюремное заключение в индонезийской тюрьме.
- Абдулла Сунгкар — умер в 1999 г.
- Хамбали (Ридуан Исамуддин) — арестован 11 августа 2003 г. в Бангкоке в результате совместной операции американских и таиландских спецслужб.
- Азахари бен Хуссейн — специалист-подрывник, уничтожен в результате операции индонезийских спецслужб 9 ноября 2005 г.
- Нурдин Мухаммед Топ — ликвидирован 17 сентября 2009 года
- Дулматин — ликвидирован 9 марта 2010 года.